# 이상정 (충청북도의원)
이상정(1965년 8월 15일 ~ )은 대한민국의 정치인이다. 음성군의원, 충청북도의원을 지냈다.

## 학력
- 고려대학교 사회학 학사

## 경력
- 음성군농민회장
- 음성농업협동조합 비상임감사
- 2014.07 ~ 2018.04: 제7대 음성군의회 의원
- 2018년 7월 1일 ~ 2022년 6월 30일: 제11대 충청북도의회 의원
- 2022년 7월 1일 ~ : 제12대 충청북도의회 의원
  - 2022.07 : 제12대 충청북도의회 전반기 정책복지위원회 위원장
  - 제12대 충청북도의회 후반기 정책복지위원회 위원
  - 제12대 충청북도의회 제3기 예산결산특별위원회 위원

## 역대 선거 결과
|  | 15.64% |

|  | 52.13% |

|  | 50.64% |